# Georg Camitz
För andra betydelser, se Georg Camitz (olika betydelser).
Georg Camitz, född 1623 i Schlesien, död 10 april 1687, var en svensk borgmästare och brukspatron. Han grundlade Degerfors järnverk.

## Biografi
Camitz tillhörde, enligt traditionen, en adlig släkt från Schlesien och blev stamfader för den svenska släkten Camitz; gavs privilegium 16 oktober 1660 att anlägga en hammare vid Letälven, och 1666 för en hammare vid Övre Degerfors.
Camitz var åren 1661–1667 borgmästare i Kristinehamns stad.
Camitz gifte sig 17 september 1671 med Klara Gustafsdotter Ekebom.